# ITF Women's Circuit Tallahassee 2002
L'ITF Women's Circuit Tallahassee 2002 è stato un torneo di tennis facente parte della categoria ITF Women's Circuit nell'ambito dell'ITF Women's Circuit 2002. Il montepremi del torneo era di $10 000 e si è svolto nella settimana tra l'8 gennaio e il 14 gennaio 2002 su campi in cemento. Il torneo si è giocato a Tallahassee negli Stati Uniti.

## Vincitori

### Singolare
Petra Rampre ha sconfitto in finale  Andrea Nathan con il punteggio di 4–6, 6–3, 6–4.

### Doppio
Jessica Lehnhoff /  Vanessa Webb hanno sconfitto in finale  Ivana Abramović /  Jacqueline Trail con il punteggio di 6–4, 6–3.